# Aleksander Rajčević
Aleksander Rajčević (ur. 17 listopada 1986 w Koprze) – słoweński piłkarz występujący na pozycji obrońcy.

## Kariera klubowa
Rajčević profesjonalną karierę rozpoczął w klubie FC Koper, w którym, z kilkumiesięczną przerwą na występy w SC Bonifika, grał aż do 2010 roku. Przed sezonem 2010/11 przeniósł się do NK Maribor.

## Kariera reprezentacyjna
W reprezentacji Słowenii zadebiutował 6 lutego 2013 roku w towarzyskim meczu przeciwko Bośni i Hercegowinie, w którym pojawił się na boisku w 46. minucie spotkania.
| Mecze i gole w reprezentacji | Mecze i gole w reprezentacji | Mecze i gole w reprezentacji | Mecze i gole w reprezentacji | Mecze i gole w reprezentacji | Mecze i gole w reprezentacji | Mecze i gole w reprezentacji |
| #                            | Data                         | Stadion                      | Rywal                        | Wynik                        | Gol                          | Rozgrywki                    |
| 2013                         | 2013                         | 2013                         | 2013                         | 2013                         | 2013                         | 2013                         |
| ---------------------------- | ---------------------------- | ---------------------------- | ---------------------------- | ---------------------------- | ---------------------------- | ---------------------------- |
| 1.                           | 06.02.2013                   | Lublana, Słowenia            | Bośnia i Hercegowina         | 0:3                          | 0                            | towarzyski                   |

## Sukcesy
Koper
- Mistrzostwo Słowenii: 2010
- Puchar Słowenii: 2006, 2007

Maribor
- Mistrzostwo Słowenii: 2011, 2012, 2013
- Puchar Słowenii: 2012, 2013
- Superpuchar Słowenii: 2012